# اروه (لمباردی)

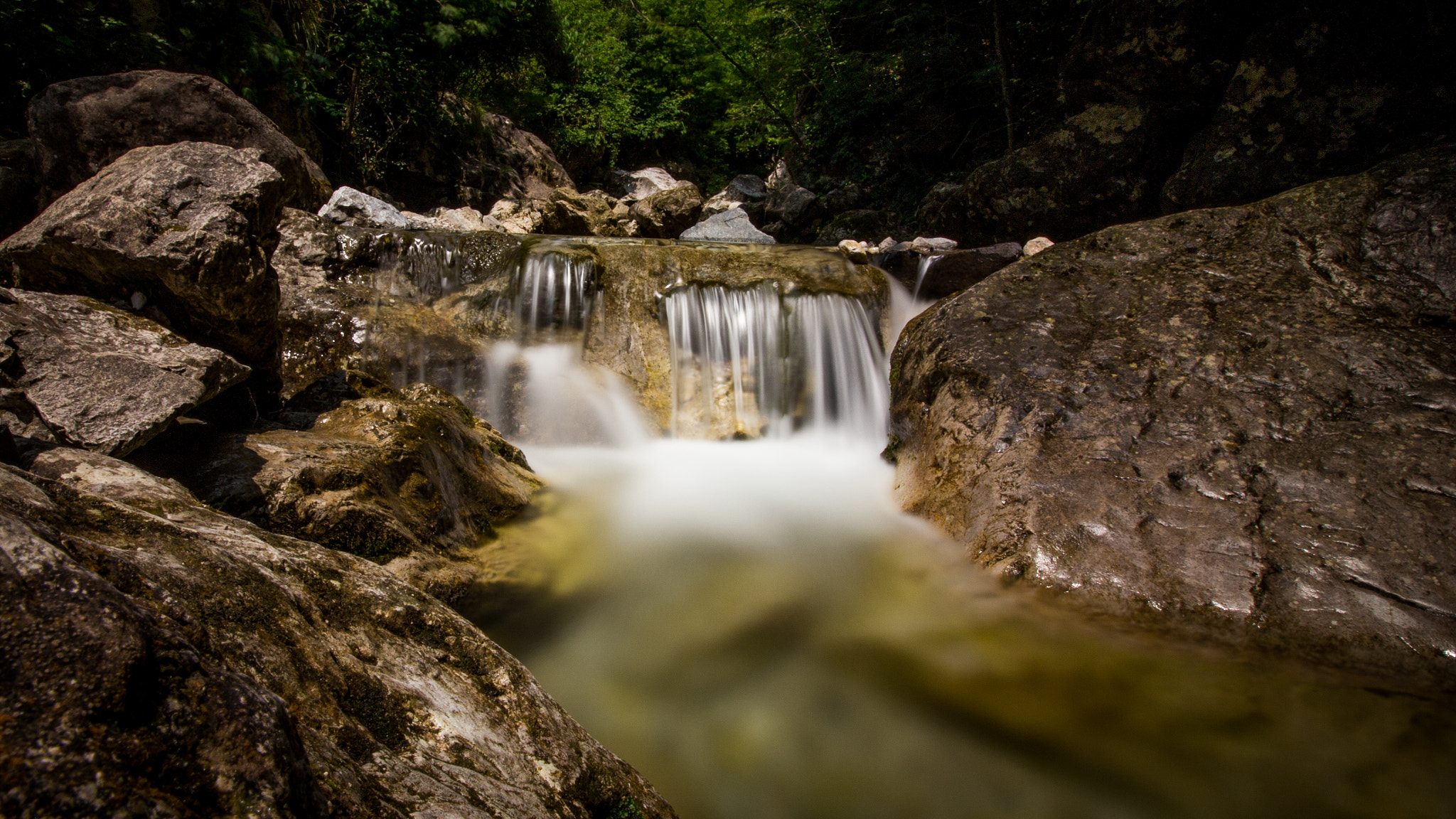

اروه (به ایتالیایی: Erve) یک کومونه در ایتالیا است که در استان لکو واقع شده‌است. اروه ۶٫۲ کیلومتر مربع مساحت و ۷۵۸ نفر جمعیت دارد.